# 亜島圭二
亜島 圭二（あじま けいじ、1956年4月2日 - ）は、日本の作曲家、シンガーソングライター、音楽評論家。
演歌ルーツの継承者、ただ一人。
添田唖蝉坊・知道(明治時代後期、演歌語源発案、演歌師)→
花沢渓泉(添田唖蝉坊.・知道とは同志、演歌師)→佐伯としを(花沢渓泉の息子、作曲家)→
亜島圭二(佐伯としをの最後の作曲内弟子、作曲家、演歌虫通信編集長、音楽評論家、歌手)

## 略歴
- 青森県弘前市出身。東京デザイナー学院卒。1978年、作曲家佐伯としをに師事、内弟子となる。
- 株式会社新星堂を退社後、ミニコミ誌編集、歌手、作詞・作曲、カラオケ指導、音楽プロデュースの道に入る。
- 1990年2月21日「その名は亜希子」で、リバスターレコードより歌手デビュー。
- 1993年より「演歌虫倶楽部(アック)」主宰。
- 2000年より「演歌虫通信」演歌・歌謡曲情報誌（季刊）を発行。
- インターネットテレビ等で、演歌・歌謡曲の音楽評論家として活躍中[1][2]。
- 恩芸音制作公開番組歌謡番組（テレビ埼玉）企画・協力

## エピソード
- 通称：演歌虫とも言われている。ポップスシンガーのライブディナーショーの企画、プロデュースと活躍は幅広く、シンガーとしてゲスト出演で歌う事もある。

## インターネットテレビ
- 亜島圭二の歌御殿　(2017年７月スタート)

　毎回、注目の歌手をゲストに迎えて、トークと生歌を披露。
　youtube 亜島圭二演歌虫チャンネルにて
　https://www.youtube.com/channel/UCMcjyVCPd63Mg0wEe4vg2AQ
　制作　プティレコード（音源、CD、映像制作）　協力　演歌虫通信（歌手の情報誌）

## 舞台
- 舞台「古代演歌神話」(脚本、演出、主演 2000.12.24）中野スマイル
- 舞台「ジャパニーズ・キリスト」(脚本、演出、主演 2003.11.22）中野スマイル

## 作品
- 「その名は亜希子」歌唱：亜島圭二（1990年2月21日）- リバスターレコード
- 「恋雨模様」作詞（2005年、全日本音楽振興会）-スカイパーフェクトＴＶ'04ベストコレクション
- 「愛、火のように京都」作曲：亜島圭二 歌唱：愛海（2013年）-OTOAYAレコード
- 「白虎隊～花の影～」作曲：亜島圭二 歌唱：大和晃三郎（2013年）-AYANレコード
- 「逢いたきゃ酔うのさ」作曲：亜島圭二 歌唱：椿はるな（2014年）-AYANレコード
- 「カラオケスナック」作曲：亜島圭二 歌唱：樋口ひろし（2014年）-AYANレコード
- 「サザンクロスと夕陽とおまえ」作曲：亜島圭二 歌唱：沢はじめ（2015年）-AYANレコード
- 「シンフォニー曼荼羅」作曲：亜島圭二 歌唱：ARENA（2015年）　１１月にDVDにて発売
- 「愛の鼓動」  作曲　亜島圭二　歌唱　赤木マキ　(2015年)
- 「ヤバイ思案の四谷三丁目」  作曲　亜島圭二　歌唱　マキ＆トミー　(2015年)
- 「満天の星空～あなたに逢いたい～」  作曲　亜島圭二　歌唱　Mie (2016年)　プティレコード
- 「呑めや揺らげや」  作曲　亜島圭二　歌唱　Mie (2016年)　プティレコード
- 「未来坂-ashitazaka-」  作曲　亜島圭二　歌唱　南さちこ　(2017年)　プティレコード　6/21全国発売
- 「黒いドレス」  作曲　亜島圭二　歌唱　南さちこ　(2017年)　プティレコード 6/21全国発売
- 「鮮やかな追憶」  作曲　亜島圭二　歌唱　美地　(2017年)　プティレコード　7/12全国発売
- 「秋雨前線」  作曲　亜島圭二　歌唱　亜島圭二　(2017年)　プティレコード
- 「酔うほどに」  作曲　亜島圭二　歌唱　きむたえ　(2017年)　プティレコード
- 「かれんな花でさえ」  作曲　亜島圭二　歌唱　きむたえ　(2017年)　プティレコード
- 「神楽坂レインブルース」  作曲　亜島圭二　歌唱　遠田喜三＆箱崎幸子　(2018年)　プティレコード
- 「哀愁の終着駅」  作曲　亜島圭二　歌唱　遠田喜三　(2018年)　プティレコード

＊「珈琲円舞曲(コーヒーワルツ)」作曲　A zi'kei=
亜島圭二　歌唱　大橋惠子　(2019年10月4日発売)プティレコード
＊亜島圭二アルバム
　「Twin Soul」
```
初の自作曲アルバム・6曲収録（2019年12月１４日発売)
＊「FALL I N ＬOVE〜恋に落ちてYOKOHAMA〜」作曲　A zi'kei 歌唱　L yne(2021年12月２４日発売)プティレコード
＊「N E VＥR G I VＥ　UP〜決してあきらめない〜」作曲　A zi'kei 歌唱　Ｌyne（2021年12月２４日発売)プティレコード
```

　☆サイズ 身長　171センチ　体重　73キロ

## 書籍
- 「涙のしずく」 ISBN 4-7765-0608-4 / ISBN 978-4-7765-0608-9  (2005.1 オムニバス版 日本文学館）-亜島圭二の筆名
- 「壁をぶち破って、スッキリ！」 ISBN 4-7765-0608-4 / ISBN 978-4-7765-0608-9 （2005.6 日本文学館）-高鷹圭二の筆名
- 「恋の奇跡」 ISBN 4-7765-0479-0 / ISBN 978-4-7765-0479-5 (2005.10 オムニバス版 日本文学館）-高鷹圭二の筆名